# Energetska unija
Energetska unija je plan Europske komisije pokrenut u veljači 2015. godine kojim će se za građane i poduzeća Europske unije osigurati sigurna, cijevno dostupna i ekološki prihvatljiva energija. Projekt je predložio sadašnji predsjednik Europskog vijeća Donald Tusk. Potpredsjednik Europske komisije Maroš Šefčovič ocijeno je taj projekt kao najambiciozniji europski energetski projekt još od vremena stvaranja Zajednice za ugljen i čelik 1951. godine. Oslanjanje EU na Rusiju i njezinu energiju te aneksija Krima navedeni su kao jaki razlozi za važnost ove politike.

Koncept uvođenja obvezne i sveobuhvatne energetske politike Europske unije odobren je na sastanku neformalnog Europskog vijeća 27. listopada 2005. godine u Hampton Courtu. Lisabonski ugovor iz 2007. godine legalno uključuje solidarnost u pitanjima opskrbe energijom i promjenama energetske politike unutar EU. Prije Lisabonskog ugovora, energetsko zakonodavstvo EU temeljilo se na tijelu EU u području zajedničkog tržišta i okoliša. Međutim, u praksi mnoge politike vezane za energiju ostajale su na nacionalnoj razini članica, a napredak u politici na europskoj razini zahtijeva dobrovoljnu suradnju svih država članica.

## Područja politike
Strategija energetske unije EU sastoji se od pet blisko povezanih dimenzija koje se međusobno nadopunjuju.

- Sigurnost, solidarnost i povjerenje - dobivanje energije iz raznovrsnijih izvora u Europi te osiguravanje opskrbe energijom putem solidarnosti i suradnje među državama članicama.
- Potpuno integrirano unutarnje energetsko tržište - omogućavanje slobodnog protoka energije cijelim EU-om s pomoću odgovarajuće infrastrukture i bez ikakvih tehničkih ili regulatornih prepreka učinkovit je način za osiguravanje opskrbe i pružanje najbolje ponude energije za potrošače.
- Energetska učinkovitost na prvom mjestu, veća energetska učinkovitost smanjit će emisije i našu ovisnost o uvozu energije te potaknuti zapošljavanje i gospodarski rast.
- Klimatska politika – dekarbonizacija gospodarstva. Ambiciozna klimatska politika nužan je dio stvaranja energetske unije. Mjere obuhvaćaju sustav EU-a za trgovanje emisijama (EU ETS), ambiciozne, ali pravedne nacionalne ciljeve za smanjenje emisija stakleničkih plinova u sektorima izvan ETS-a te plan za mobilnost s niskim razinama emisija i energetsku politiku koja bi Europsku uniju učinila vodećom u upotrebi energije iz obnovljivih izvora. EU želi brzo ratificirati Pariški sporazum, ambiciozan novi globalni sporazum o klimatskim promjenama, koji je odobren u Parizu u prosincu 2015.
- Istraživanje, inovacije i konkurentnost - podupiranje otkrića u području tehnologija s niskom razinom emisija ugljika i čistom energijom davanjem prednosti istraživanju i inovacijama kako bi se potaknula tranzicija energetskog sustava i poboljšala konkurentnost.

## Energetska sigurnost
Više od polovine energije država skupine EU-28 potječe iz zemalja izvan EU-a. Taj se udio posljednjih desetljeća uglavnom povećava. Velika količina energije uvezene u EU potječe iz Rusije, a zbog njezinih sporova sa susjednim državama posljednjih je godina opskrba bila ugrožena. Zabrinutost povezana sa sigurnošću opskrbe iz Rusije dodatno se povećala zbog sukoba u Ukrajini. 

Nakon [Krimska kriza|rusko-ukrajinske plinske krize] u siječnju 2009. revidiran je zakonodavni okvir koji se odnosi na sigurnost opskrbe, a u rujnu 2009. Vijeće Europske unije donijelo je Direktivu Vijeća 2009/119/EZ o obvezi država članica da održavaju minimalne zalihe sirove nafte i/ili naftnih derivata. Svrha je tih mjera usmjerenih na tržišta nafte i plina osigurati da sve stranke poduzmu učinkovite mjere za sprječavanje i ublažavanje posljedica mogućih poremećaja u opskrbi te stvoriti mehanizme za suradnju država članica i učinkovito rješavanje svih velikih poremećaja u opskrbi naftom ili plinom koji bi mogli nastati. Uz to, uspostavljen je koordinacijski mehanizam kako bi države članice mogle u hitnim slučajevima ujednačeno i neposredno reagirati. 

U studenome 2010., Europska komisija pokrenula je inicijativu „Energy 2020 a strategy for competitive, sustainable and secure energy”. U toj su strategiji utvrđeni energetski prioriteti za razdoblje od 10 godina te su iznesene mjere koje se mogu poduzeti kako bi se odgovorilo na niz izazova, uključujući stvaranje tržišta s konkurentnim cijenama i sigurnom opskrbom, poticanje vodećeg tehnološkog položaja i učinkovito pregovaranje s međunarodnim partnerima. Jedan je od prioriteta održavanje dobrih odnosa s vanjskim dobavljačima energije za EU i provoznim zemljama. Taj je rad nadograđen kroz 2030 energy strategy, čime se osigurava politički okvir za klimatsku i energetsku politiku do 2030., i 2050 energy roadmap, gdje je zadan dugoročni cilj smanjenja emisija stakleničkih plinova u EU-u za 80 – 95 % do 2050. 

Organizacijom Energy Community, koja je osnovana u listopadu 2005., EU nastoji uključiti i susjedne države u svoje unutarnje energetsko tržište. Izgradnja pouzdanih partnerstava sa zemljama dobavljačima, provoznim zemljama i zemljama potrošačima smatra se načinom ublažavanja rizika povezanih s energetskom ovisnošću EU-a.

Trenutačno postoji niz inicijativa za razvoj plinovoda između Europe i njezinih istočnih i južnih susjeda.To su: Nord Stream (plinovod između Rusije i EU-a preko Baltičkog mora) je pušten u rad u studenome 2011., i Transjadranski plinovod, kojim se Turska povezuje s Italijom preko Grčke i Albanije radi dovođenja plina iz regije Kaspijskog mora do EU-a. 

## Energetski cijevi EU

### Ciljevi do 2020. godine
Klimatsko-energetskim paketom zakona iz 2008. godine utvrđeni su provedbeni temelji klimatske politike do 2020. godine. Ovim paketom postavljeni su cijevi 20-20-20 što predstavlja:

- smanjenje emisija stakleničkih plinova za 20% u odnosu na emisiju iz 1990. godine,
- povećanje udjela potrošnje energije u Europskoj uniji iz obnovljivih izvora za 20%,
- povećanje energetske učinkovitosti za 20%.

Ocjena ostvarenja u dokumentu Procjena utjecaja okvira za klimatsku i energetsku politiku u razdoblju 2020. – 2030. godine pokazuje da će EU premašiti cilj smanjenja emisija 2020. godine, odnosno da će EU imati manje od ciljnog iznosa 20%, u odnosu na 1990. godinu.
Da bi se ostvario cilj smanjenja emisije 20% Europska unija postavila je provedbeni cilj da u ETS sektoru do 2020. godine treba smanjiti emisije na razini EU za 21%, a u izvan ETS-a za 10%, u odnosu na 2005. godinu. Obveze smanjenja emisija za države članice raspoređene su u ovisnosti od gospodarske mogućnosti, u rasponu od -20% do +20%.

### Ciljevi do 2030. godine
Okvirom za klimatsku i energetsku politiku u razdoblju do 2030. godine i nedavno objavljenim Zimskim paketom utvrđeni su ciljevi smanjenja emisije EU do 2030. godine: 

- smanjenje emisija stakleničkih plinova za najmanje 40% u odnosu na emisiju iz 1990. godine,
- postizanje udjela potrošnje energije u Europskoj uniji iz obnovljivih izvora od najmanje 27%,
- povećanje energetske učinkovitosti za najmanje 30%,
- elektroenergetska povezanost od 15%.

U razdoblju od 2020. do 2030. godine ostaje isti okvir politike, temeljen na tržištu kroz ETS i na nacionalnim obvezama za sektore izvan ETS-a.
Da bi se ostvario cilj smanjenja emisije 40% Europska unija postavila je provedbeni cilj da u ETS sektoru do 2030. godine treba smanjiti emisije na razini EU za 43 %, a izvan ETS-a za 30%, u odnosu na 2005. godinu. Obveze smanjenja emisija za države članice raspoređene su u ovisnosti od gospodarske mogućnosti, u rasponu od 0 do -40%, pri čemu se nacrt Uredbe još razmatra na sastancima Radne skupine Vijeća EU.

### Ciljevi do 2050. godine
Strateškim dokumentom Plan puta do 2050. EU je postavila okvirni dugoročni cilj smanjenja emisija za 40% do 2030., 60% do 2040. te 80% do 95% do 2050. godine, u odnosu na 1990. godinu. Pojedinačni ciljevi za države nisu postavljeni. Određeni su indikativni ciljevi smanjenja po pojedinim sektorima.

## Vanjske poveznice
- Europska komisija
- Maroš Šefčovič
- Direktiva Vijeća 2009/119/EZ
- „Energy 2020 a strategy for competitive, sustainable and secure energy”
- Energy Community
- Radne skupine Vijeća EU